# Exeter (Rhode Island)
Exeter és una població dels Estats Units a l'estat de Rhode Island. Segons el cens del 2000 tenia 6.045 habitants.

## Demografia
Segons el cens del 2000, Exeter tenia 6.045 habitants, 2.085 habitatges, i 1.592 famílies. La densitat de població era de 40,4 habitants per km².
Dels 2.085 habitatges en un 38% hi vivien nens de menys de 18 anys, en un 64,4% hi vivien parelles casades, en un 8,7% dones solteres, i en un 23,6% no eren unitats familiars. En el 16,8% dels habitatges hi vivien persones soles el 4,6% de les quals corresponia a persones de 65 anys o més que vivien soles. El nombre mitjà de persones vivint en cada habitatge era de 2,77 i el nombre mitjà de persones que vivien en cada família era de 3,15.
Per edats la població es repartia de la següent manera: un 26,3% tenia menys de 18 anys, un 6,4% entre 18 i 24, un 31,6% entre 25 i 44, un 26% de 45 a 60 i un 9,7% 65 anys o més.
L'edat mediana era de 38 anys. Per cada 100 dones de 18 o més anys hi havia 96 homes.
La renda mediana per habitatge era de 64.452 $ i la renda mediana per família de 74.157 $. Els homes tenien una renda mediana de 47.083 $ mentre que les dones 36.928 $. La renda per capita de la població era de 25.530 $. Aproximadament el 4,5% de les famílies i el 5,5% de la població estaven per davall del llindar de pobresa.